# 吳建國 (籃球教練)
吳建國（1948年—2011年2月23日）為臺灣籃球教練、前運動員，曾任中華男籃國手、中泰賓館籃球隊總教練、鴻源籃球隊總教練、米迪亞精靈總教練。

## 生平
吳建國很早就進入中華男籃，業餘時期效力於裕隆籃球隊，與錢一飛、陳恩鐘合稱「裕隆三劍客」。曾代表台灣參加1971年與1973年亞洲籃球錦標賽。1977年參加第一屆威廉·瓊斯盃國際籃球邀請賽後，自球員身份退役。
2007年，擔任米迪亞精靈總教練。
2011年2月23日，因肺腺癌病逝，享年62歲。